# عبد العزيز السلمان
الشيخ العلامة عبد العزيز بن محمد السلمان، ولد في 24 يونيو 1919م - 25 رمضان 1337هـ.

## نسبه
هو العالم الشيخ عبد العزيز بن محمد بن عبد الرحمن بن عبد المحسن بن سلمان الأسعدي الروقي العتيبي.
ولد في مدينة عنيزة إحدى مدن القصيم - بالمملكة العربية السعودية ليلة الخامس والعشرين من رمضان عام سبعة وثلاثين وثلاثمائة وألف للهجرة الموافق 24 يونيو 1919 م، وقد نشأ في بيت علم ودين وورع وزهد، مات والده وهو صغير، فكفلته والدته رقية بنت الشيخ عبد العزيز بن محمد بن إبراهيم السناني.

## طلبه للعلم
في سنة 1345هـ دخل مدرسة تحفيظ القرآن عند معلمه محمد بن عبد العزيز الدامغ «» وتخرج منها بعد ثلاث سنوات تقريبًا، ثم دخل مدرسة الأستاذ صالح بن ناصر بن صالح، وتعلم فيها الكتابة والقراءة والخط والحساب، وتخرج منها بعد ثلاث سنوات تقريبًا متقنًا الكتابة والقراءة والخط والحساب، وقد أكمل حفظ القرآن الكريم خلال سنتين فقط، وكان عمره سبعة عشر عامًا.
وفي سنة 1353هـ ابتدأ بالقراءة على عَلَّامة القصيم الشيخ المحقق عبد الرحمن بن ناصر السَّعْدي، ولازمه ملازمة تامة مدة ستة عشر عامًا إلى سنة 1369هـ، وقد حفظ أثناء ذلك بعض المتون كزاد المستقنع وبلوغ المرام وألفية ابن مالك.
وقد تأثر كثيرًا بالإمامين الجليلين شيخ الإسلام ابن تيمية وتلميذه المحقق ابن القيم وأقبل على مؤلفاتهما، وأكب على مطالعتها، والاشتغال بها، واستفاد منها العلم الكثير الذي يتجلى في ثنايا كتبه، لا سيما وقد تولى تدريس «العقيدة الواسطية» لشيخ الإسلام ابن تيمية، زمنًا طويلاً ووضع عليها لطلابه أسئلة وأجوبة مختصرة ومطولة، وانتفع بها الطلاب في المعاهد العلمية والحمد لله، ثم وضع عليها شرحًا قيمًا كبيرًا سماه «الكواشف الجلية عن معاني الواسطية».

## أعماله
في سنة 1369هـ قدم إلى مدينة الرياض وبعد تسعة أيام من قدومه عينه مفتي الديار السعودية سماحة الشيخ محمد بن إبراهيم آل الشيخ «رحمة الله» إمامًا في مسجد سمحة، واستمر في الإمامة إلى سنة 1405هـ.
وفي 24/12/1370هـ عينه أيضًا معلمًا في المعهد العلمي بالرياض، ثم انتقل إلى معهد إمام الدعوة العلمي، وقد تولى تدريس المواد الدينية كالتوحيد والفقه والتفسير والحديث، ويعد أول معلم يتم تعيينه في المعاهد العلمية، وقد اصر عليه الشيخ محمد ابن إبراهيم ال الشيخ مفتي الديار السعودية بتولي القضاء لكن رفض ذلك ورفض مناصب أخرى، وأحب واستمر في سلك التعليم حتى انتهاء مدة تمديد تقاعده، والتي استمرت مدة خمس سنوات، وانتهت خدمتة في 10/1/1404هـ، وقد فرغ في السنتين الأخيرتين لهذا التمديد للتأليف.

## مؤلفاته وآثاره
الشيخ عبد العزيز السلمان من المكثرين في التأليف وأول كتاب ألفه هو(الأسئلة والأجوبة الأصولية على العقيدة الواسطة)، سنة 1382، وكتبه الوعظية لها قبول لدى الناس ويحرص عليها أئمة المساجد يقرؤونها بعد صلاة العصر على المصلين وقبل صلاة العشاء وخصوصاً في ليالي شهر رمضان من كتاب موارد الظمآن وهو اسم على مسمى ففيه من المواعظ والرقائق ما يروي الظمآن، ووضع الشيخ السلمان ثقله العلمي كله في هذا الكتاب وصدر هذا الكتاب، في ستة مجلدات كبار ضخام، وبقية مؤلفاته كلها معروفة لدى الناس فلا حاجة لذكرها، وقد تجاوزت طباعة بعض كتبه إلى ما يقارب 36 طبعة وهو كتاب محاسن الدين الإسلامي، والطبعة وقد ترجمت جميع كتبه إلى اللغة الأوردية وحصل لها فتح عظيم وتأثير كبير عند الشعوب التي تتكلم بهذه اللغة، والجدير بالذكر أن كثيراً من دور النشر كانت تلح على الشيخ أن تطبع كتبه وعرضها للبيع فرفض رفضاً باتاً وقال هي (وقف لله تعالى) ولا أريد إلا الثواب من الله عز وجل في هذه الكتب.
مع ذلك قامت بعض دور النشر بطبع كتبه بدون إذنه وعرضتها للبيع، والكتاب الذي طبعته هو كتابه من معجزات النبي صلى الله عليه وسلم. وقد نشرت بعض الجهات مولفاته مثل رابطة العالم الإسلامي نشرت له كتاب الكواشف الجلية والرئاسة العامة للبحوث والإفتاء والدعوة والإرشاد نشرت له تسع كتب منها (الأسئلة والاجوبة للاسئلة الفقهية بالادلة الفقهية المقرونة بالادلة الشرعية وكتاب موارد الضمان لدروس الزمان ورئاسة الحرس الوطني التي نشرت له قسم العبادات من كتاب الأسئلة والاجوبة الفقهية المقرونة بالادلة الشرعية وقد طبعت له كتاب وقف في كل من قطر والإمارات ومصر واربع كتب ترجمت إلى الاوردية.
.

أ)في التفسير وعلوم القرآن كتابان وهما:

1- كتاب «الأنوار الساطعات لآيات جامعات» أو «البرهان المحكم في أن القرآن يهدي للتي هي أقوم» جزآن.

2- دعاء ختم القرآن.
ب)وفي العقيدة ثلاثة كتب وهي:

1- كتاب «الأسئلة والأجوبة الأصولية على العقيدة الواسطية» جزء واحد.

2- كتاب «مختصر الأسئلة والأجوبة الأصولية على العقيدة الواسطية» جزء واحد وهو أساس الكتاب السابق.

3- كتاب «الكواشف الجلية عن معاني الواسطية» جزء كبير.
جـ)وفي الفقه ستة كتب وهي:

1- كتاب «الأسئلة والأجوبة الفقهية المقرونة بالأدلة الشرعية» سبعة أجزاء.

2- كتاب «إتحاف المسلمين بما تيسر من أحكام الدين» جزآن وهو اختصار للكتاب السابق.

3- كتاب «التلخيصات لجل أحكام الزكاة» جزء واحد.

4- كتاب «أوضح المسالك إلى أحكام المناسك».

5- كتاب «المناهل الحسان في دروس رمضان».

6- كتاب «الكنوز الملية في الفرائض الجلية».
د)وفي محاسن الإسلام كتاب واحد وهو:

1- كتاب «من محاسن الدين الإسلامي» جزء واحد.
هـ)وفي المعجزات النبوية كتاب واحد وهو:

1- كتاب «من معجزات النبي صلى الله عليه وسلم » جزء واحد.
و)وفي شعر الزهد والحكمة كتاب واحد وهو:

1- كتاب «مجموعة القصائد الزهديات» جزآن.
ز)وفي الوعظ والإرشاد ستة كتب وهي:

1- كتاب «موارد الظمآن لدروس الزمان» ستة أجزاء.

2- كتاب «مفتاح الأفكار للتأهب لدار القرار» ثلاثة أجزاء.

3- كتاب «إرشاد العباد للاستعداد ليوم المعاد» جزء واحد.

4- كتاب «إيقاظ أولي الهمم العالية إلى اغتنام الأيام الخالية» جزء واحد.

5- كتاب «سلاح اليقظان لطرد الشيطان» جزء واحد.

6- كتاب «اغتنام الأوقات في الباقيات الصالحات» جزء واحد.

كما تم رفع مؤلفاته إلى المكاتب الإلكترونية ويمكن تحميلها بسهولة.

## ما قاله عنه تلاميذه ومحبوه
استمر الشيخ عبدا لعزيز مدرساً في معهد إمام الدعوة حتى سنة 1404هـ. ما قاله عنه تلاميذه ومحبوه:
- قال عنه العلامة الشيخ صالح بن سعد اللحيدان المستشار القضائي بوزارة العدل وعضوا في هيئة كبار العلماء:

أنه رجل تعلوه السكينة والبساطة، جم الأخلاق، واسع البال، كان يشرح درسه مرتين بأسلوب شيق، وكان يمازح تلامذته بمداعبة جادة وموزونة.
وكان—جاداً صبوراً واسع النظر، وربما يذكرك بمن سلف من السلف، وكان ذا طول في التأني والتحمل وحسن الأداء وتعلمنا منه النقاش والشعوربالمسؤولية واسنطاق حال النص بشجاعة علميّة وأدبية.
- وكما قال أيضاً الشيخ عبد المحسن بن محمد العجمي وهو أحد تلامذة الشيخ قائلاً:

كنا نزوره في بيته القديم بحي الديرة شارع السويلم ونصلى معه في مسجده القديم فيستقبلنا بحفاوة ونحن بعد لم نناهز الحلم ويتحدث معنا وكأنه أب لنا يحرص ويهمه أننسير على منهج الحق ونقتفي أثر السلف ثم يدخلنا في بيته ويزودنا بالكتب والمؤلفات القيمة له ولغيره لاسيما كتابه الزاخر بالعلم والأدب والأخلاق والمواعظ «مواردالظمآن» ثم يقوم بحثنا على طلب العلم والحرص في تحصيله والجد في تعلمه وحفظ أوقاتنا بما ينفعنا وكان يوصينا كثيراً بقراءة كتب السلف مثل كتب شيخ الإسلامابن تيمية وتلميذه الإمام ابن القيّم وشيخ الإسلام محمد بن عبد الوهّاب وأئمة الدعوة السلفية كل ذلك بتوجيه حكيم ومنطق رزين وشفقة وحب.
- ومما ذكره الشيخ عبد الرحمن الرحمة عن الشيخ السلمان قائلاً:

فلقد رزئت الأمة الإسلامية بوفاة عالم من علمائها المخلصين ومجاهد من مجاهديها الصادقين نذر وقته ونفسه لنشر العلم الصافي وبيان أحكام الدين وذلك عن طريق التأليف والتصنيف
- ورحل شيخ المعلمين وعلامة القرن العشرين كما سماه بذلك الشيخ كامل محمد عويضة المؤرخ المعروف في كتاب أصدره عن الشيخ عبد العزيز السلمان مايزال مخطوطاً يقارب 230 صفحة.. رحل هذا العالم الجليل بصمت وعاش طوال حياته بصمت دون أي بروز أو مظهر من مظاهر الدنيا الزائفة بل كأنه لا يحب الإطراء ولا المدح بل كانت جميع أعماله العلمية لله عز وجل وجميع العروض المادية لأجل بيع مؤلفاته رفضها بل كان يأذن لأهل الخير أن يطبعوا كتبه وقفاً لله عز وجل رحمك الله أيها الشيخ الورع وجعل الجنة مأواك.
- من ذاكرة طالبه ومحبيه:
- كنا صغاراً في تلك الأيام وكنا طلبة صغار يعلمنا الشيخ عبد العزيز السلمان القراءة وقراءة القرآن إلى درجة أنه يعتبرنا أبنائه وكنا في السادسة ابتدائي آن ذاك... ولكن تربيته لنا على تدبر القرآن بأفعاله قبل أقواله وتوجيهاته... رحمك الله يا شيخ عبد العزيز.
- في أيام السنة العادية يكون له ورد يومي من القرآن ويقف على الوجه الواحد يوم كامل فسبحان الله العظيم أجلس بجواره بعد صلاة العصر وإذا به متكئاً على الأريكة في المسجد وأنا بجواره بيني وبينه متر تقريباً وإذا هو يقرى ويتمعن ويتمعن ثم ألتف إليه وإذا بالدمعة من العين تسقط على مصحفه الطاهر.... باكياً ليس بكاء الضجيج والصخب إنه بكاء التدبر واستشعار المعاني بما يحملها من عظمة للرب العظيم.. وجنة ونعيم.. ونار ووعيد..
- كانت صلاة الشيخ ليست كأي صلاة في كثير من المساجد المجاورة لا والله إنها صلاة المطمأن الفقيه الذي يراعي فيه موطن التدبر وموطن مراعاة المصلين... تعودنأعلى خشوعه في الصلاة ولكن الذي لاحظته هو أن خشوعه عجيب إلا درجة أن خشوعه في الصلاة السرية يبكي ولصدرة انين كان يعيننا على الدتبر واستشعار معنى الوقوف مع الله عز وجل.

## اخر حياته
كان الشيخ في حياته لايعاني من أمراض مستعصية لكن قد فقد النظر في إحدى عينيه وفي المدة الأخيرة أصبح لا يستطيع المشي إلا بصعوبة ويستعمل العكازين، كان يخدم نفسه بنفسه في منزله ويستمتع بكامل قواه العقليه ولله الحمد ويضيف أحد أبناءه قائلاً: إن أبي عندما ألف كتابه الأخير مفتاح الأفكار للتأهب لدار القرار قال أريد أن أتأهب بهذا الكتاب -إن شاء الله- عز وجل لدخول دار القرار، ولم يؤلف الشيخ عبد العزيز بعدها أي كتاب.

## وفاته
توفي الشيخ عبد العزيز في الرياض يوم الأحد التاسع عشر من شهر صفر لعام 1422هـ الموافق 13 مايو 2001 م. وأم الناس في الصلاة عليه مفتي المملكة العربية السعودية الشيخ عبد العزيز بن عبد الله ال الشيخ في جامع الإمام تركي بن عبد الله.